# ايرسبيد تيرن
ايرسبيد تيرن (بالإنجليزية: Airspeed Tern)‏ هي طائرة شراعية أنتجت في المملكة المتحدة. من صناعة ايرسبيد المحدودة. كان أول طيران لها في 1931. دخلت الخدمة في 1931.